# Pistolet Automatique Mle 1935
Con Pistolet Automatique Modèle 1935 si intendono generalmente due pistole, denominate rispettivamente Mle 1935A e Mle 1935S. Entrambe progettate per le competizioni del triennio 1935-1937 indette dalla Commission d'Experiences Techniques de Versailles (CEV, Commissione Esperimenti di Versailles) per l'adozione di una nuova arma da fianco nell'esercito francese. Sebbene simili concettualmente ed esteticamente, le due armi non presentano parti in comune.

## Descrizione

### Pistolet automatique modèle 1935A
La Pistolet automatique modèle 1935A (Pistola automatica modello 1935A) è una pistola semiautomatica camerata per la munizione 7,65 mm Longue. Sviluppata dallo svizzero Charles Petter, ex-capitano della Legione Straniera e all'epoca ingegnere al servizio della compagnia francese Société Alsacienne de Constructions Mécaniques (SACM), l'arma fu impiegata dall'Esercito francese in svariati conflitti.
Petter progettò una pistola che condividesse alcuni elementi con la M1911 di Browning come le scanalature sul carrello e la canna che si muovevano solidalmente all'indietro per un breve tratto fino all'oscillazione della canna che svincolava il carrello permettendone il movimento all'indietro per espellere il bossolo e ricamerare una nuova cartuccia nel movimento di ritorno. A questo punto la canna ruotava nuovamente verso l'alto sigillando la culatta e rendendo l'arma pronta allo sparo. Petter decise però di omettere il blocco che teneva la canna in posizione e preferì adottare una guida per la molla a lunghezza intera, eliminando così uno degli elementi che contribuiva alla minore precisione della M1911.
Caratteristica unica del sistema era il gruppo di scatto integrato, in cui cane, grilletto e dente di aggancio si trovavano in un'unica unità. L'idea colpì profondamente la SIG che nel 1937 chiese e ottenne la licenza per inserire questa caratteristica nel suo prototipo 47/8 che diventerà poi ufficialmente la SIG P210.
L'arma vinse la competizione 1935-1937 e sempre nel 1937 cominciò la produzione, con le prime consegne che avvennero nel tardo 1939 con circa 10.700 pistole prodotte prima dell'occupazione tedesca degli stabilimenti della SACM nell'estate del 1940. I tedeschi continuarono la produzione della Mle 1935A, ridesignata Pistole 625 (f), con almeno 23.850 esemplari prodotti per l'esercito. Con la fine dell'occupazione tedesca nel 1944, la SACM riprese la produzione dell'arma, consegnando altri 50.400 esemplari. Tra l'ottobre 1937 e il febbraio 1950 furono prodotte circa 84.950 pistole Mle 1935A.

### Pistolet automatique modèle 1935S

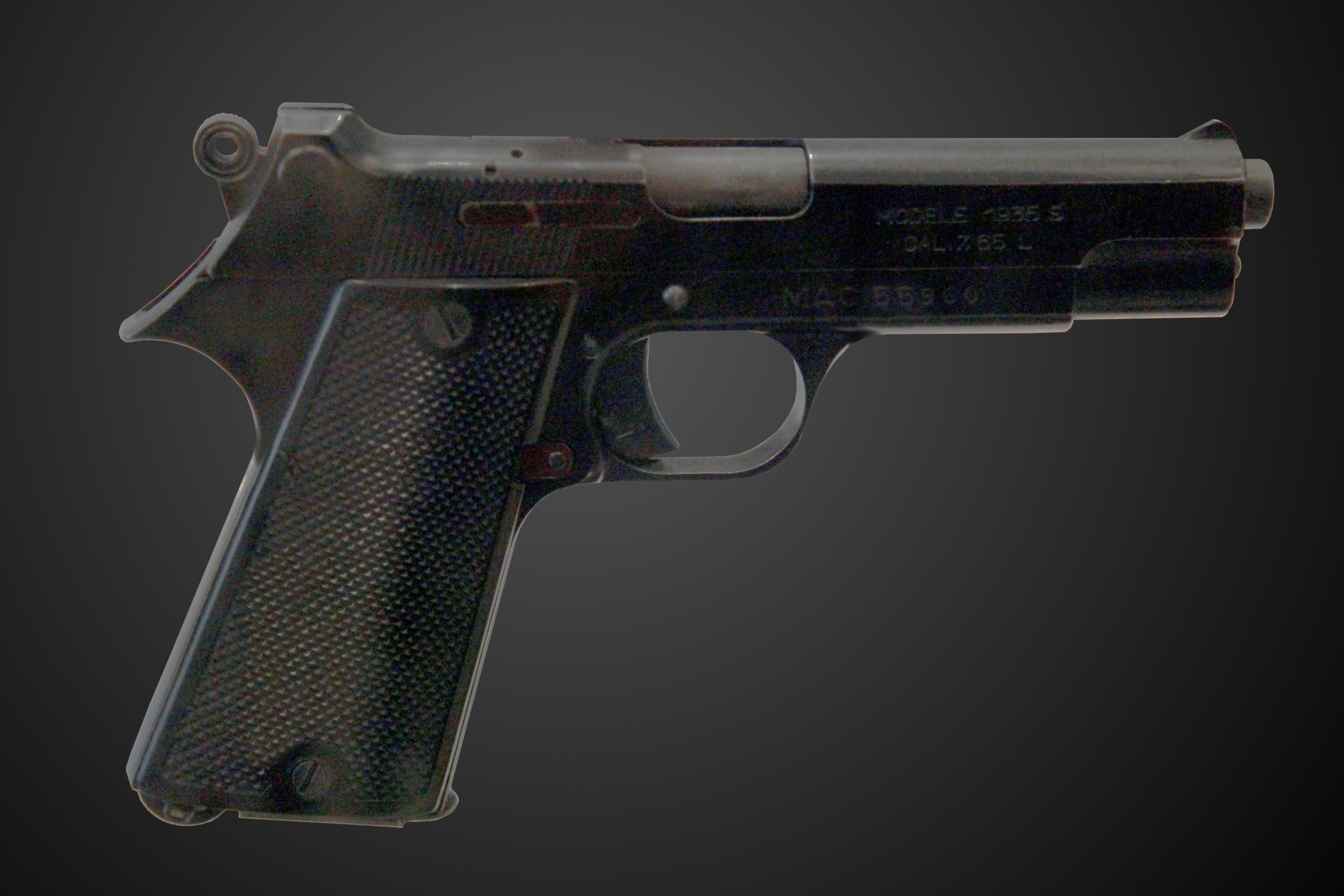
Modèle 1935S

La Pistolet automatique modèle 1935S (Pistola automatica modello 1935S) è una pistola semiautomatica camerata per il 7,65 mm Longue progettata dalla Manifacture d'armes de Saint-Étienne (MAS). Si trovò a competere con la Mle 1935A, risultando però inferiore alla concorrente. Quando però l'ombra della guerra cominciò ad affacciarsi sull'Europa, divenne chiaro che la SACM da sola non sarebbe mai riuscita a produrre abbastanza armi per sopperire alle necessità dell'esercito francese. Nel 1938, si decise di commissionare alla MAS la produzione delle 1935S per l'esercito, e tutta la produzione delle pistole MAB Mle D e MPF Mle 17 venne indirizzata alla produzione militare. Le consegne iniziarono all'inizio del 1939, ma la produzione fu interrotta dopo soli 1.404 esemplari con l'occupazione tedesca della MAS. I lavoratori riuscirono a nascondere i macchinari di produzione, pertanto la 1935S non fu prodotta durante il periodo dell'occupazione a differenza della 1935A. Solo nel 1944, con la Liberazione, la produzione riprese ma dato che la MAS era la principale fornitrice di fucili e mitragliatrici dell'esercito francese, la produzione della pistola fu assegnata ad altri produttori dopo la produzione di 6.686 esemplari. Tra questi vi erano la Manufacture Française d'Armes et Cycles de Saint-Étienne, anche nota come ManuFrance (M-F), che produsse circa 10.000 pistole nel biennio 1944-1945; la Société d'Applications Generales d'Electricité et de la Mécanique (SAGEM) con altri 10.000 esemplari nel periodo 1945-1953; e la Manufacture Nationale d'Armes de Chatellerault (MAC) con 56.087 pistole nel decennio 1946-1956. La MAC modificò la sicura della 1935S perché funzionasse allo stesso modo di quella della 1935A e tali cambiamenti furono introdotti da tutti i produttori a partire dal 1946, anno in cui si cominciò a punzonare le pistole con la denominazione Mle 1935S M1. In totale, nel ventennio 1937-1956 furono prodotte 82.773 pistole Mle 1935S.
Fu proprio il modello S ad ispirare il progetto della nuova pistola che avrebbe rimpiazzato le due Mle 1935, ovvero la MAC Mle 1950, camerata per la munizione 9 mm Parabellum.

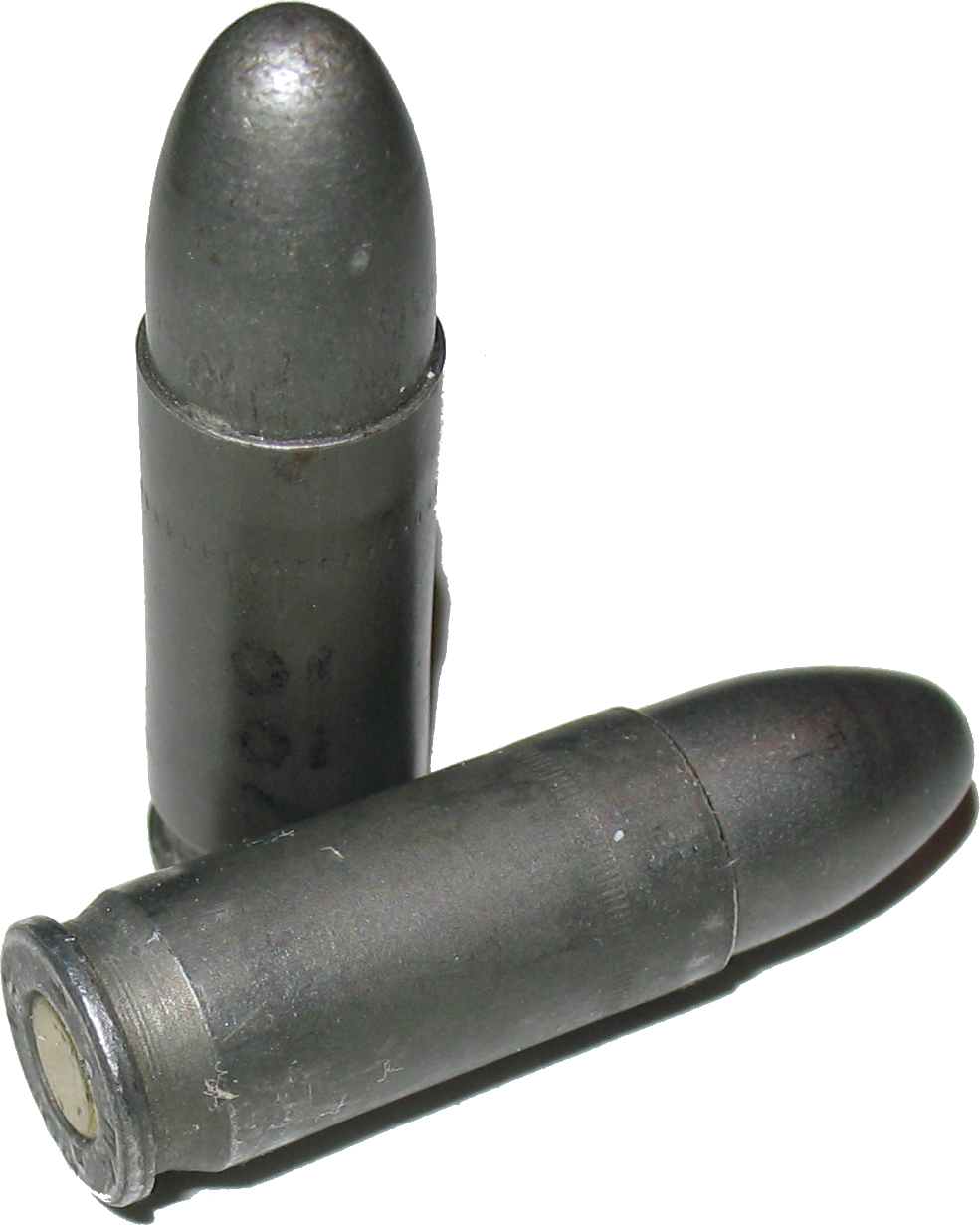
La munizione 7,65 mm Longue

## Utilizzatori
- Francia
- Germania Nazista